# 郡上市立和良中学校
郡上市立和良中学校（ぐじょうしりつ　わらちゅうがっこう）は、かつて岐阜県郡上市に存在した公立中学校。

## 概要
- 郡上市和良町（旧・郡上郡和良村）の中学校であった。2011年、西和良中学校と統合。郡上東中学校の新設により廃校。
- 校舎は2012年に解体され、現存しない。

## 沿革
- 1947年（昭和22年）4月1日 - 和良村立和良中学校として開校。和良小学校の校舎の一部（旧・和良国民学校高等科）を仮校舎とする。
- 1948年（昭和23年） - 校舎を増築。
- 1961年（昭和36年） - 新校舎（鉄筋コンクリート造3階建）が完成。
- 1975年（昭和50年） - 特別教育校舎（鉄筋コンクリート造4階建）が完成。
- 2004年（平成16年）3月1日 - 八幡町、大和町、白鳥町、和良村、高鷲村、美並村、明宝村が合併し、郡上市が発足。同時に郡上市立和良中学校に改称する。
- 2011年（平成23年）3月 - 統合により廃校。